# Toleșeni
Toleșeni – wieś w Rumunii, w okręgu Harghita, w gminie Gălăuțaș. W 2011 roku liczyła 89 mieszkańców.